# Life (álbum de Thin Lizzy)
Life (subtitulado como Live) es un doble álbum en directo de la banda irlandesa de hard rock Thin Lizzy, lanzado en 1983 a través de Vertigo en el Reino Unido y Warner Bros. en Estados Unidos. 
La grabación del doble disco se llevó a cabo principalmente en el Hammersmith Odeon de Londres como parte de su gira de despedida. Phil Lynott ya había decidido que después de la gira iba a terminar con la banda y para celebrar esta ocasión antiguos guitarristas de la banda como Eric Bell (1969-73), Brian Robertson (1974-8) y Gary Moore (1974, 1977 y 1978-9) tocaron juntos algunos de los temas

## Lista de canciones
1. "Thunder and Lightning" (Brian Downey, Phil Lynott) -5:11
2. "Waiting for an Alibi" (Lynott) -3:17
3. "Jailbreak" (Lynott) -4:08
4. "Baby Please Don't Go" (Lynott) -5:02
5. "The Holy War" (Lynott) -4:53
6. "Renegade" (Lynott, Snowy White) -5:45
7. "Hollywood (Down on Your Luck)" (Scott Gorham, Lynott) -4:10
8. "Got to Give It Up" (Gorham, Lynott) -7:04
9. "Angel of Death" (Lynott, Darren Wharton) -5:56
10. "Are You Ready" (Downey, Gorham, Lynott, Brian Robertson) -3:00
11. "The Boys Are Back in Town" (Lynott) -4:53
12. "Cold Sweat" (Lynott, John Sykes) -3:08
13. "Don't Believe a Word" (Lynott) -5:12
14. "Killer on the Loose" (Lynott) -5:00
15. "The Sun Goes Down" (Lynott, Wharton) -6:45
16. "Emerald" (Downey, Gorham, Lynott, Robertson) -3:27
17. "Black Rose" (Lynott, Gary Moore) -6:40
18. "Still in Love With You" (Lynott) -9:00
19. "The Rocker" (Eric Bell, Downey, Lynott) -4:47

## Personal
Thin Lizzy
- Phil Lynott: bajo, voz
- Scott Gorham: guitarra
- John Sykes: guitarra, coros
- Brian Downey: batería, percusión
- Darren Wharton: teclados, coros

Músicos adicionales
- Eric Bell: guitarra en "The Rocker".
- Gary Moore: guitarra en "Black Rose", "The Rocker".
- Brian Robertson: guitarra en "Emerald", "The Rocker".
- Snowy White: guitarra en "Renegade", "Hollywood", "Killer On The Loose".